# Mauro Bertoli
Mauro Eduardo Zini Bertoli (Bologna, 8 settembre 1945) è un chitarrista e cantante italiano.

## Biografia
Chitarrista autodidatta, nel 1962 conosce Valerio Negrini con cui decide di formare un complesso seguendo l'ondata beat che travolge Bologna in quegli anni.
Bertoli e Negrini arruolano musicisti attivi sulla scena bolognese di quel tempo fino a raggiungere un certo equilibrio con una formazione che viene battezzata I Jaguars. Il primo nucleo di questo sodalizio, oltre Negrini e Bertoli comprende Bruno Barraco (in sostituzione di Orlando Piccinelli), Vittorio Costa e Giancarlo Cantelli. Di li a poco Vittorio Costa lascerà la formazione, Mario Goretti prenderà il posto di Barraco, Gilberto Faggioli subentrerà a Giancarlo Cantelli e Robert Gillot rileverà il posto di Graziano Giacomoni.
Per ragioni di omonimia con il complesso romano che ha già pubblicato alcuni dischi, prima di siglare il contratto discografico (28 gennaio 1966), Aliki Andris, corrispondente per l'estero della Vedette (etichetta del maestro Armando Sciascia), suggerisce al quintetto di cambiare nome e viene scelto Pooh, l'orsacchiotto protagonista delle storie dello scrittore Alan Alexander Milne. In questa formazione Bertoli è cantante e chitarrista.
Egli rimane nell'organico poco più di un anno allorché, alla fine dell'estate 1967, stanco della musica beat, delle canzoni, del palcoscenico, preferisce ritirarsi a vita privata. In questa occasione, Valerio Negrini, Mario Goretti, Roby Facchinetti, e Riccardo Fogli, dichiarano: «La musica, soprattutto, non deve essere un caso, ma un'occasione precisa per fare quello in cui noi crediamo. E noi crediamo nella continuità di questa musica che oggi piace tanto ai giovani».
La separazione dai compagni è stata molto tranquilla, non ci sono state discussioni o litigi. Mauro ha deciso di sposarsi e, ritenendo di non poter conciliare le tournée e le lunghe assenze con il matrimonio, ha deciso di abbandonare il sodalizio artistico. Gli è dispiaciuto molto lasciare i suoi amici, ma ha pensato che fosse meglio dare un taglio netto subito, piuttosto che rinunciare a poco a poco.
Come dichiarerà negli anni a venire, Mauro Bertoli lascia il gruppo nel 1967 in seguito a scelte personali: «Non è vero, come si è detto in giro, che sono uscito dai Pooh perché volevo una vita più tranquilla. Semplicemente ho capito di non essere fatto per stare sul palco e che anche loro (i Pooh, ndr) avevano bisogno di qualcosa di diverso. Io sono un lupo solitario e la mia vera vocazione è l'arrangiamento. Addirittura ai tempi andavo al cinema solo per ascoltare le colonne sonore...». Dopo le sue dimissioni, la formazione del complesso (che in origine era composta da cinque elementi), diventa un quartetto e lo rimane fino al 2009 (allorché Stefano D'Orazio lascerà il complesso). Dopo le dimissioni del batterista il complesso si stabilizza in trio (avvalendosi di collaboratori esterni) per poi ricostituirsi in quintetto sul finire del 2015 (con il rientro nella formazione di D'Orazio e Riccardo Fogli) allorché il complesso annuncerà la Reunion per festeggiare i cinquant'anni di attività del complesso e il definitivo ritiro dalle scene.
Nel 2004, giunto al pensionamento, Bertoli decide di rimettersi a studiare la chitarra, che non aveva più suonato da quando aveva lasciato il complesso. Negli anni a venire ha dichiarato di essere un grande ammiratore dei Pooh; l'album Giorni infiniti è il suo preferito.
Il 7 gennaio 2013 Mauro è presente al teatro della Luna di Assago dove è allestita la camera ardente per Valerio Negrini : «Pioveva, era una giornata tristissima e la gente era accorsa da ogni parte d'Italia. Me ne stavo in disparte, per evitare giornalisti, curiosi, vecchi amici. Sono uscito dal retro per fumare una sigaretta; qui era adunato un cospicuo numero di fan. Dopo tanti anni pensavo di passare inosservato invece qualcuno mi ha riconosciuto ed è stato un bagno di folla. Mille domande su passato, presente e futuro, foto di gruppo, richieste di autografi. In tanti mi hanno chiesto di scrivere di quel periodo (1962-1967), del quale esistono solo notizie sporadiche e imprecise, ma nessuna vera cronaca sugli esordi, con i propositi, i sogni, le speranze di quegli anni».
Il 3 gennaio 2014 Mauro è stato invitato al teatro Donizetti di Bergamo per una serata all'insegna della musica e della poesia intitolata "Ciao Valerio". L'evento ha visto la partecipazione di ospiti a sorpresa che hanno conosciuto e frequentato Negrini. In questa occasione Mauro Bertoli ha ricevuto l'affetto dei fan e con l'approssimarsi dei festeggiamenti del 50º anniversario della band che lo ha reso noto quale cofondatore, è stato più volte intervistato; in una occasione, parlando della pubblicazione, nel 2015, della sua biografia, ha dichiarato: «Tra pochi mesi uscirà il mio libro sulla storia dei primi anni dei Pooh».
Durante una serie di rassegne culturali nella città di Bologna, a Porta San Donato, sotto la conduzione e organizzazione di Umberta Conti per l'Istituto Ramazzini, è stato commemorato Valerio Negrini. Per l'occasione era presente Dodi Battaglia che, ricordando Valerio, ha encomiato Mauro quale cofondatore del complesso: «Ho cominciato a suonare la chitarra a 17 anni e, quando si esibivano, andavo a sentire i Pooh; sul palco c'era Valerio Negrini, c'era Riccardo Fogli, c'era un altro chitarrista che si chiama Mario Goretti, e c'era un grande personaggio grazie al quale i Pooh sono riusciti a formarsi… al punto che, fra un paio di anni festeggeranno 50 anni di attività ma… non sarebbero mai riusciti a fare questo se un giorno Valerio Negrini non avesse incontrato un'altra persona che risponde al nome di Mauro Bertoli». In questa occasione Mauro, accompagnato da Dodi Battaglia, ha eseguito i brani Nel buio e Quello che non sai.
In occasione della presentazione del libro di recente pubblicazione Pooh: atto di nascita, Mauro Bertoli ha confermato che la musica dei Pooh ha mantenuto una certa omogeneità dagli esordi avendo egli dato al complesso (insieme con Valerio Negrini) un'impostazione, un marchio di fabbrica, che è arrivato fino a oggi: «Direi che la cosa fondamentale sia stata la tenacia di Valerio (che è stata incredibile e unica), io che l'ho sempre seguito (finché non mi sono reso indipendente) e il carattere musicale degli esordi (...) che abbiamo trasferito nei Pooh, traendone il suono vocale e strumentale che si può ascoltare già nel primo album (Per Quelli Come Noi). Il nostro carattere è sempre stato quello di lavorare per i Pooh nel senso che i Pooh venivano prima di ogni altra cosa, anche prima di noi stessi; se un elemento, bravo quanto si vuole, non funzionava per il progetto Pooh, questo elemento veniva sostituito, fosse stato anche il migliore del mondo. Robert Gillot era un pianista favoloso ma come carattere Pooh non c'era e allora io, allo Sporting Club, presi dentro Facchinetti, perché vidi in lui il tastierista dei Pooh; e, infatti, non mi sono sbagliato».

## Libri
2014: Mauro Bertoli - Pooh. Atto di nascita (con il libro è allegato un cd) MaBer edizioni